# Опатија
Опатија (од латинске речи abbatia — „самостан“, што је изведено од речи abbat, abbas — ”опат) је назив за аутономну (sui juris) монашку заједницу католичке цркве којом управља опат или опатица.